# Justicia phyllostachys
Justicia phyllostachys är en akantusväxtart som beskrevs av C. B. Cl.. Justicia phyllostachys ingår i släktet Justicia och familjen akantusväxter. Inga underarter finns listade i Catalogue of Life.